# Piala
Piala (en russe : Пи́яла) est un hameau russe de la municipalité de Tchekouïevo situé dans le raïon d'Onega dans le nord-ouest de l'oblast d'Arkhangelsk. Il fait partie du Nord russe, et sa population s'élevait à 9 999 habitants en 2012.  Son pogost est classé objet patrimonial culturel de Russie d'importance fédérale.

## Géographie
Piala est située dans le coin nord-ouest de l'oblast d'Arkhangelsk, un sujet de Russie européenne qui fait partie du district fédéral du Nord-Ouest. La localité se trouve dans le sud du raïon d'Onega, un des raïons de l'oblast. Le hameau se trouve à environ 75 kilomètres au sud-est du chef-lieu du raïon, la ville d'Onega. Il se situe sur la rive droite du fleuve Onega, fleuve qui se jette dans la mer Blanche.
Le hameau fait partie de la municipalité de Tchekouïevo, qui a comme chef-lieu Antsiferovski Bor.
Piala, comme tout l'oblast d'Arkhangelsk, est située dans le fuseau horaire MSK (heure de Moscou). Le décalage horaire appliqué par rapport au temps universel coordonné est +03:00.

## Démographie
Recensements (*) ou estimations de la population,,:
En 2002, la population était à 100 % composée de Russes.
|       | \| 2002* \| 2010* \| 2012 \| - \| \| ----- \| ----- \| ---- \| - \| \| 66 \| 53 \| 54 \| - \| |      |   |
| 2002* | 2010*                                                                                         | 2012 | - |
| 66    | 53                                                                                            | 54   | - |

## Culture locale et patrimoine
Le pogost de Piala, construit entre 1654 et 1700, et qui a partiellement brûlé en 1967, se situe dans le village. Le monument est classé objet patrimonial culturel de Russie d'importance fédérale.

Le pogost de Piala.
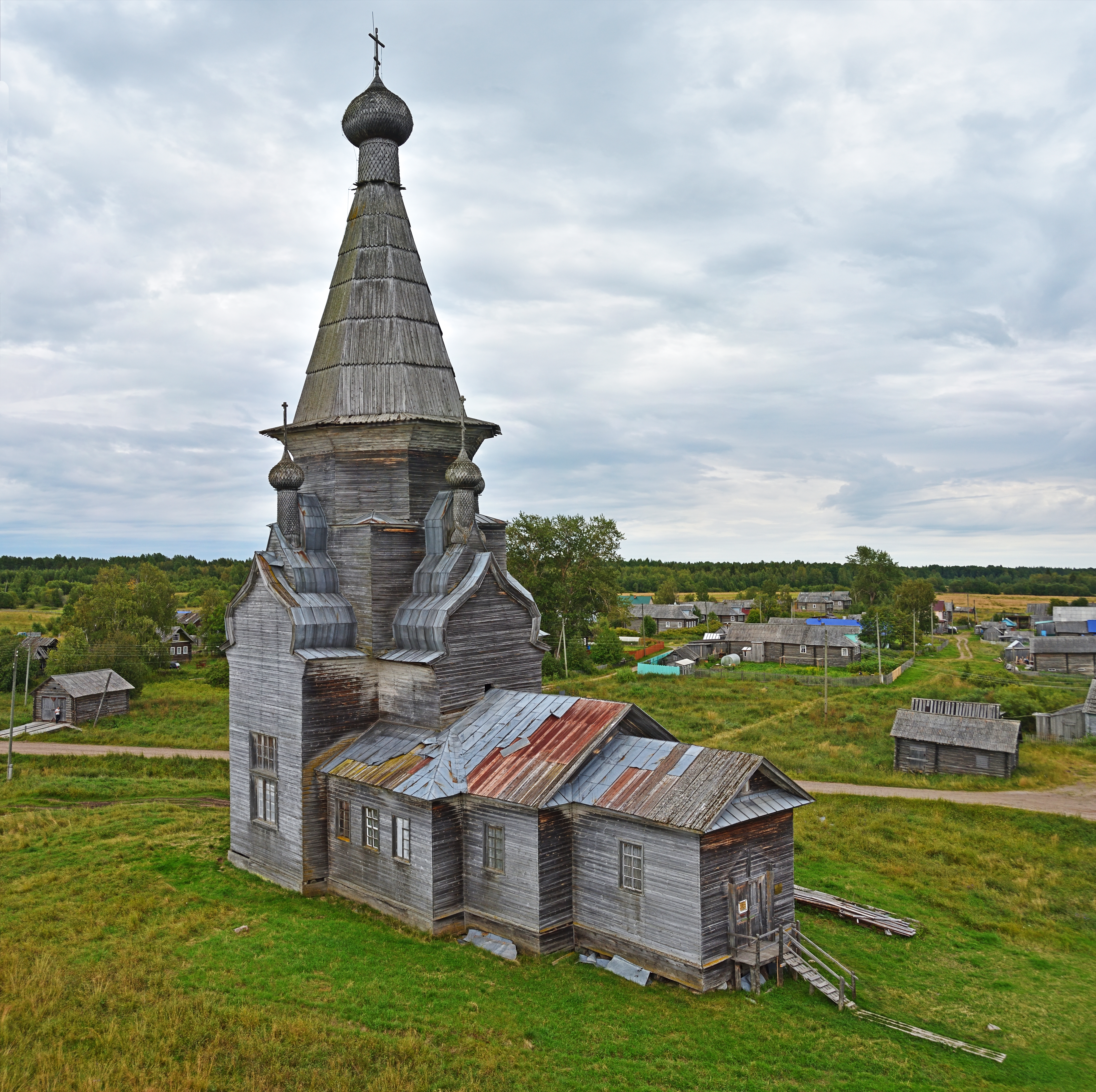
L'église en bois.
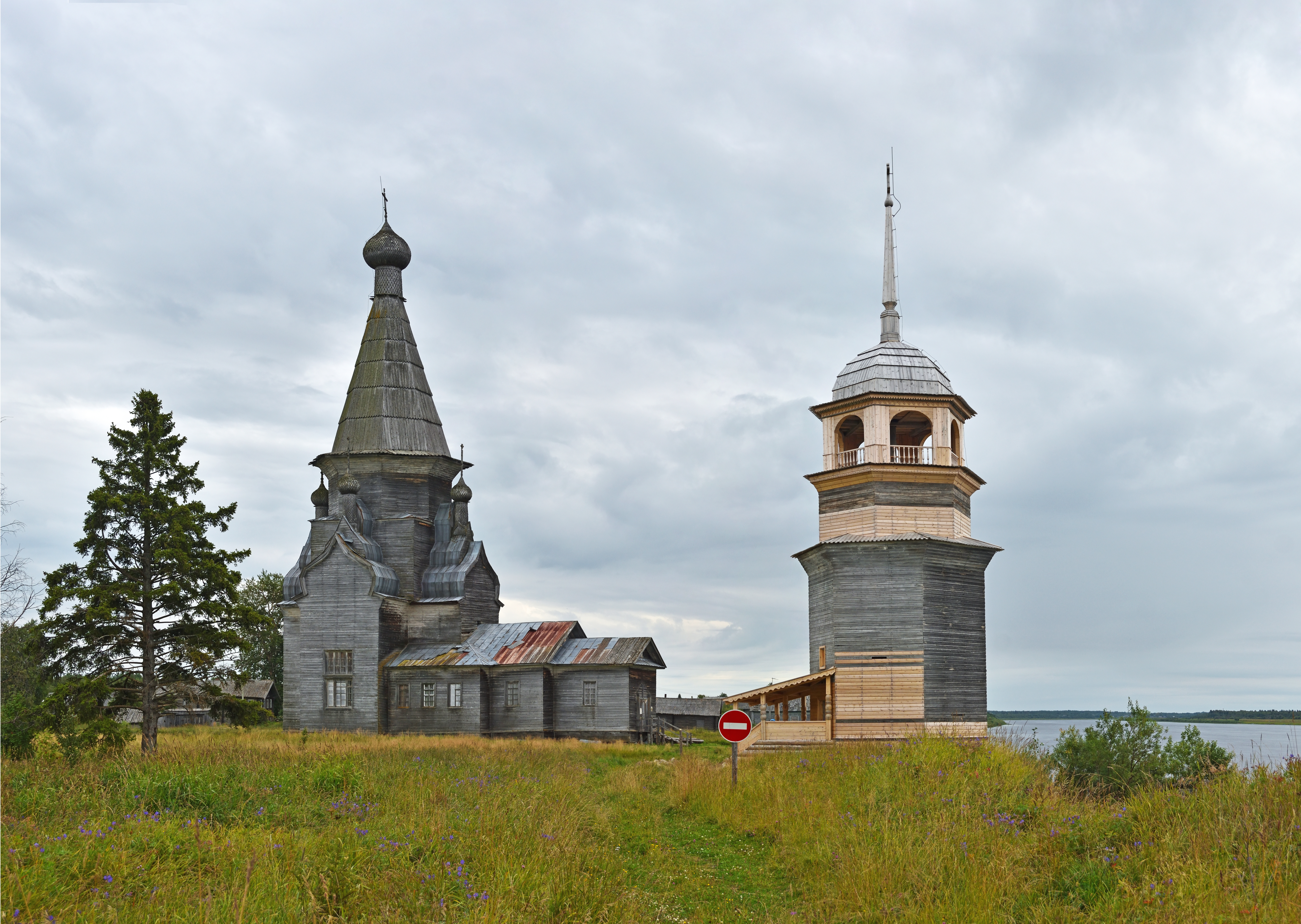
Vue complète du pogost.
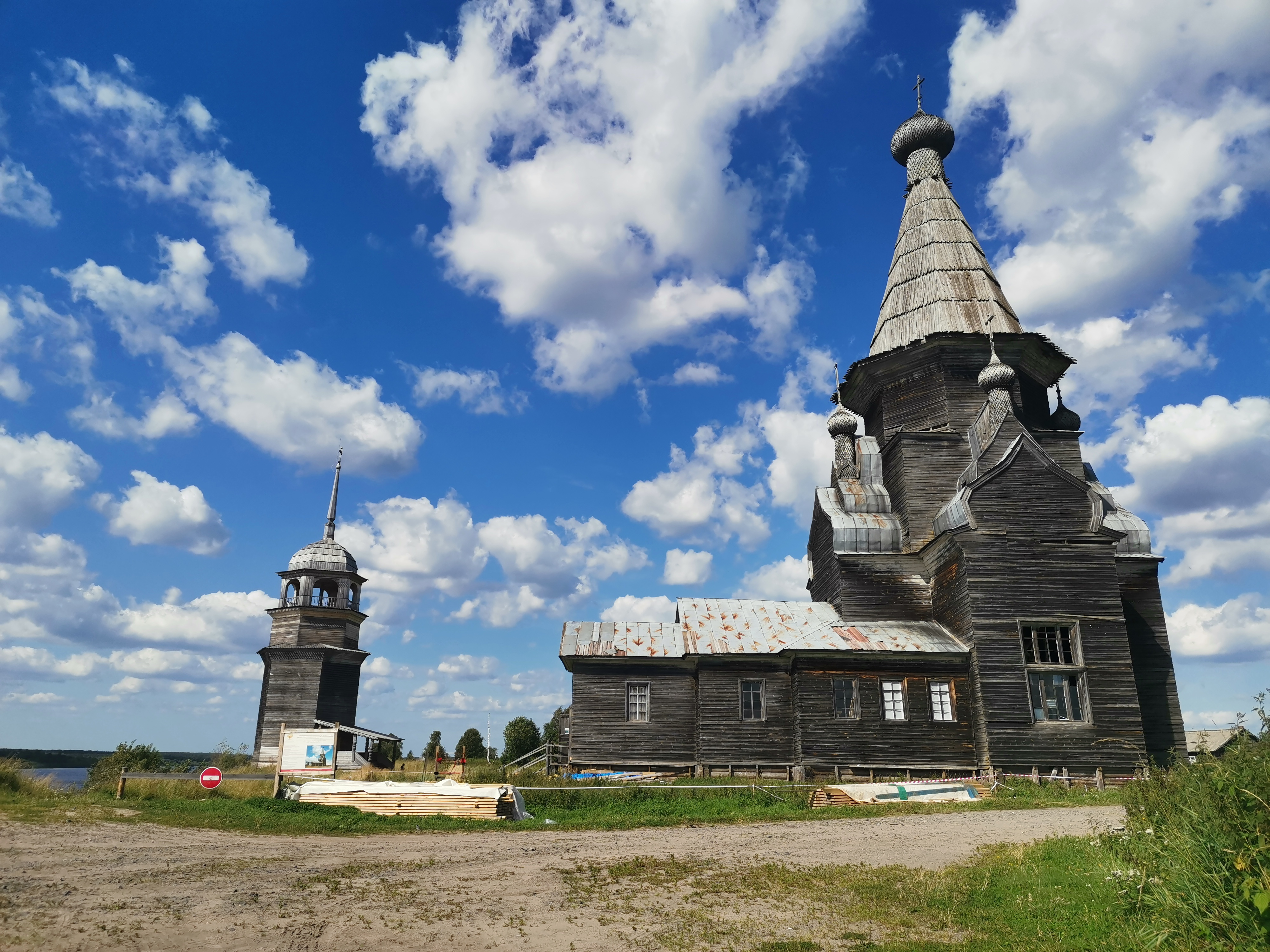
En août 2022.